# Sinoxylon angolense
Sinoxylon angolense är en skalbaggsart som beskrevs av Pierre Lesne 1906. Sinoxylon angolense ingår i släktet Sinoxylon och familjen kapuschongbaggar. Inga underarter finns listade i Catalogue of Life.